# Eurville-Bienville
Eurville-Bienville ist eine französische Gemeinde mit 2001 Einwohnern (Stand: 1. Januar 2022) im Département Haute-Marne in der Region Grand Est. Sie gehört zum Arrondissement Saint-Dizier und ist Mitglied im Gemeindeverband Communauté d’agglomération du Grand Saint-Dizier, Der et Vallées. Das Bureau centralisateur des gleichnamigen Kantons befindet sich in Eurville-Bienville. Die Bewohner werden Eurvillois-Bienvillois und Eurvilloises-Bienvilloises genannt.

## Geographie
Eurville-Bienville liegt etwa 8,5 Kilometer südöstlich von Saint-Dizier. Der Ortsteil Eurville auf der westlichen Uferseite der Marne, Bienville auf der östlichen Uferseite. Auf der westlichen Seite verläuft auch die Route nationale 67, während östlich die Bahnstrecke Blesme-Haussignémont–Chaumont mit dem Bahnhof Eurville verläuft.

## Geschichte
Der Ort Bienville geht auf das 5. Jahrhundert zurück. An einem 14. Oktober zwischen 490 und 500 starb hier der 1379 heiliggesprochene Menehould. 887 wird Eurville (als Urtis villa) erwähnt. Der Vertrag von Verdun 843 manifestierte die Grenze zwischen beiden Orten: Eurville gehörte zum Westfränkischen Reich, Bienville zu Lotharingen.
Die Gemeinde Eurville wurde 1972 als Commune associée zu Eurville-Bienville eingemeindet. Diese Assoziation-Fusion wurde am 1. März 1990 in eine einfache Fusion umgewandelt.

## Einwohnerentwicklung
| Jahr      | 1975 | 1982 | 1990 | 1999 | 2009 | 2018 |
| --------- | ---- | ---- | ---- | ---- | ---- | ---- |
| Einwohner | 2275 | 2327 | 2086 | 2083 | 2079 | 2035 |

## Sehenswürdigkeiten

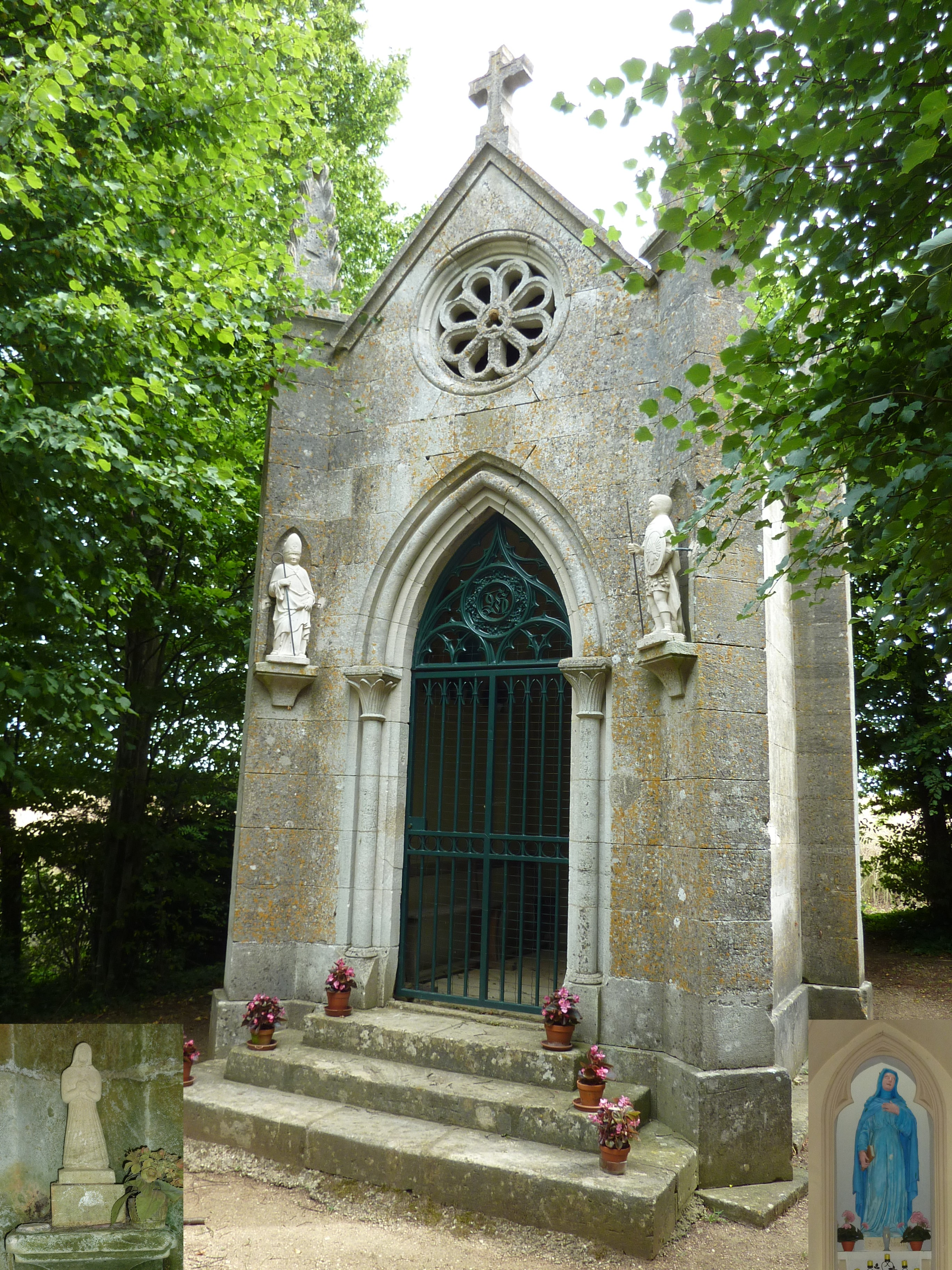
Kapelle Menehoulds in Bienville

- Kirche (16. Jahrhundert), Kapelle und Brunnen zum Andenken Menehoulds in Bienville
- neugotische Kirche Nativité de la Vierge in Eurville (19. Jahrhundert)
- Château Bienville aus dem 18. Jahrhundert
- Château Eurville mit Orangerie aus dem 19. Jahrhundert